# Kao (sziget)
Kao egy apró, vulkáni eredetű sziget a Csendes-óceánban. A tongai Ha'apai szigetcsoport részét képezi. Tőle délre, körülbelül 4 km-re fekszik Tofua. A kúp alakú szigeten van Tonga legmagasabb pontja, 1030 m, melynek pontos magasságát még mindig vitatják. Lejtőin apró kráterek találhatók.   